# Letecká fotografie z draků

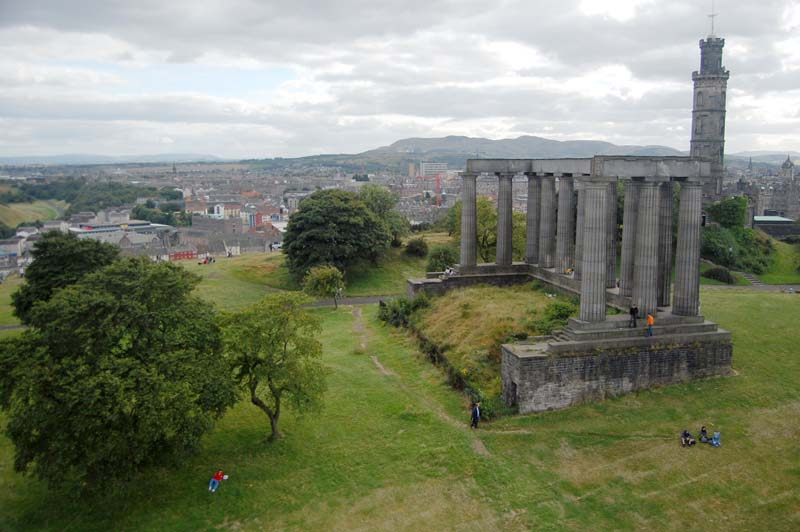
Fotografie kopce Calton Hill v Edinburghu pořízená z draka

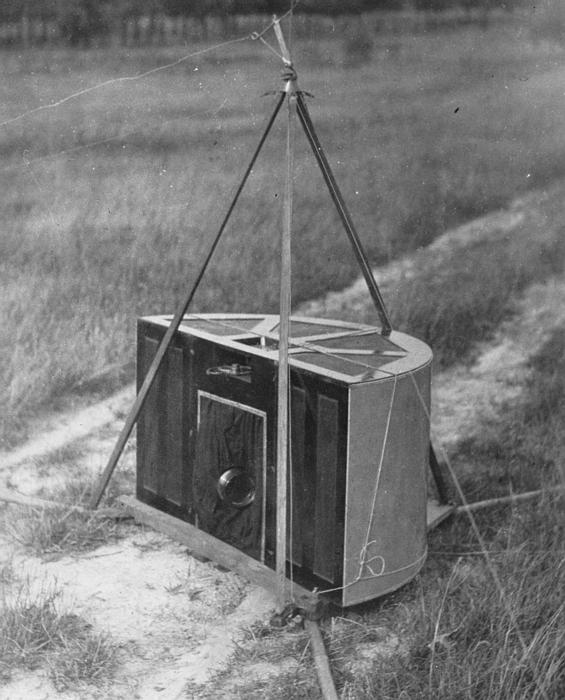
Plošina George R. Lawrence zavěšená pod drakem s panoramatickým fotoaparátem, San Francisco 1906

Letecká fotografie z draků (anglicky Kite Aerial Photography, zkráceně KAP) je název pro specializovaný žánr z oboru fotografie.
Fotoaparát je vynesen do vzduchu pomocí draka a je ovládán buď dálkově nebo automaticky k tomu, aby exponoval fotografie ze vzduchu. Fotografická soustava se může pohybovat od velmi jednoduché, sestávající ze spouštěcího mechanismu s jednorázovým fotoaparátem, až po velmi složité rádiově ovládané přístroje a digitální fotoaparáty. V některých případech se jedná o alternativu k ostatním formám snímkování ze vzduchu.

## Upevnění fotoaparátu a stabilizace
Fotoaparát lze připevnit přímo na draka, ale obvykle je připevněn k nastavitelné plošině mezi šňůrou a drakem. Tato vzdálenost redukuje nadměrný pohyb, který by mohl být přenášen z draka na fotoaparát a umožňuje drakovi vyletět do vyšších a stabilnějších vzdušných proudů. Pokud je to možné, fotoaparát se nastaví na vysokou rychlost závěrky, aby se snížilo pohybové rozostření. Fotoaparáty používající interní funkce stabilizaci obrazu mohou zvýšit počet ostrých fotografií. Aby bylo možné pořizovat fotografie orientované souběžně s horizontem, používá se metoda závěsu.

### Závěsné kyvadlo
Tento jednoduchý způsob vyrovnávání vodorovné úrovně umožňuje závěs z tuhého materiálu umístěný na šňůře pod drakem. Přirozená gravitace sama udržuje plošinu rovnou, bez ohledu na úhel, který svírá šňůra draka se zemí. Kyvadlo sice osciluje v důsledku pohybu draka a síly větru, ale fotoaparát s kyvadlem zůstane stabilnější než bez kyvadla.

### Picavetův závěs

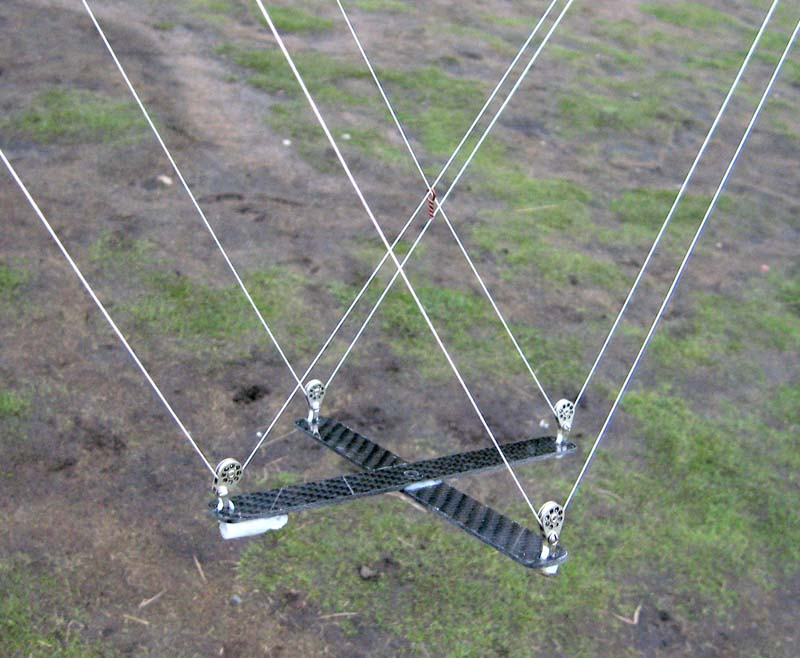
Picavetův závěsný kříž

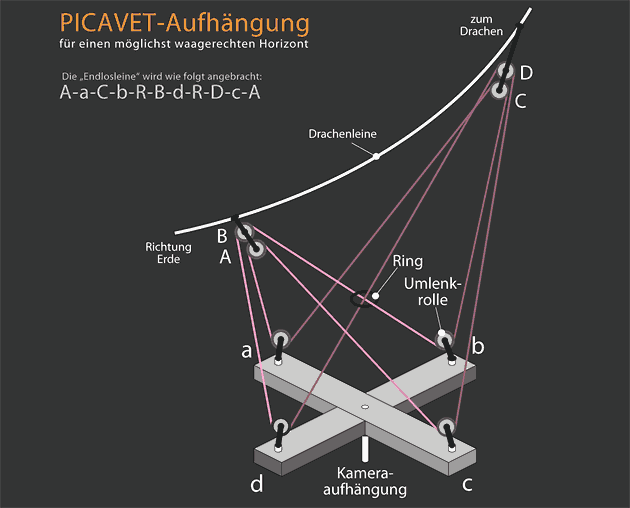
Schéma Picavetova závěsu

Picavetův závěsný kříž je pojmenován po svém francouzském vynálezci Pierru Picavetovi. Skládá se z tuhého kříže, který je pod šňůrou k drakovi zavěšený ze dvou bodů. Samotné lano je propleteno v několika bodech kříže a zároveň je spojeno se šňůřou draka. Picavetovo lanko prochází skrz oko háčků nebo přes malé kladky tak, aby se plošina ustálila ve vodorovné poloze. Rozměry a tvary Picavetova závěsu byly při pokusech na zvýšení stability a ke zlepšení pohyblivosti několikrát přizpůsobeny.

## Draci
- 1. kategorie
  - DoPeRo …
  - Eddy - kosočtvercový drak Williama Abnera Eddyho
  - Delta
- 2. kategorie
  - Flow Form
  - Power Sled

## Fotografování a směrování aparátu
Spoušť fotoaparátu může být ovládána několika možnými způsoby v závislosti na typu kamery a složitosti elektroniky a plošiny. Spouštěcí mechanismy jsou ovládány pomocí rádiových servo motorků, infračerveného signálu, kabelové spouště nebo pomocí vestavěného intervalometru. Ideální situace je taková, že se spoušť uvolní až po dosažení požadované výšky, aby se zabránilo pořizování fotografií během vypouštění.
Upevnění kamery přímo na drakovi nebo šňůře neumožňuje praktickou změnu polohy. Pokud je kamera namontována uvnitř rámu, může být tato souprava navržena tak, aby se mohla natočit horizontálně a vertikálně a měnit tak formát obrazu krajiny otáčením fotoaparátu. Úpravy těchto úhlů lze provést ručně, nastavením plošiny na zemi, nebo po úpravě plošiny umožňuje pomocí dálkového ovládání nebo automatického regulátoru na plošině, když je ve vzduchu. Běžně se používá RC systém, který se používá pro modely letadel. Serva se v těchto systémech používají k úpravě polohy plošiny. Bylo vyvinuto několik automatických regulátorů tak, aby mohly snímat fotografie, pohybovat kamerou, měnit úhel, a tak dále.

## Draci
Nejdůležitějším aspektem jakéhokoliv draka k výtahu fotoaparátu je stabilita. Široce používané typy draků jsou například parafoil, rokkaku nebo delta.

## Historie

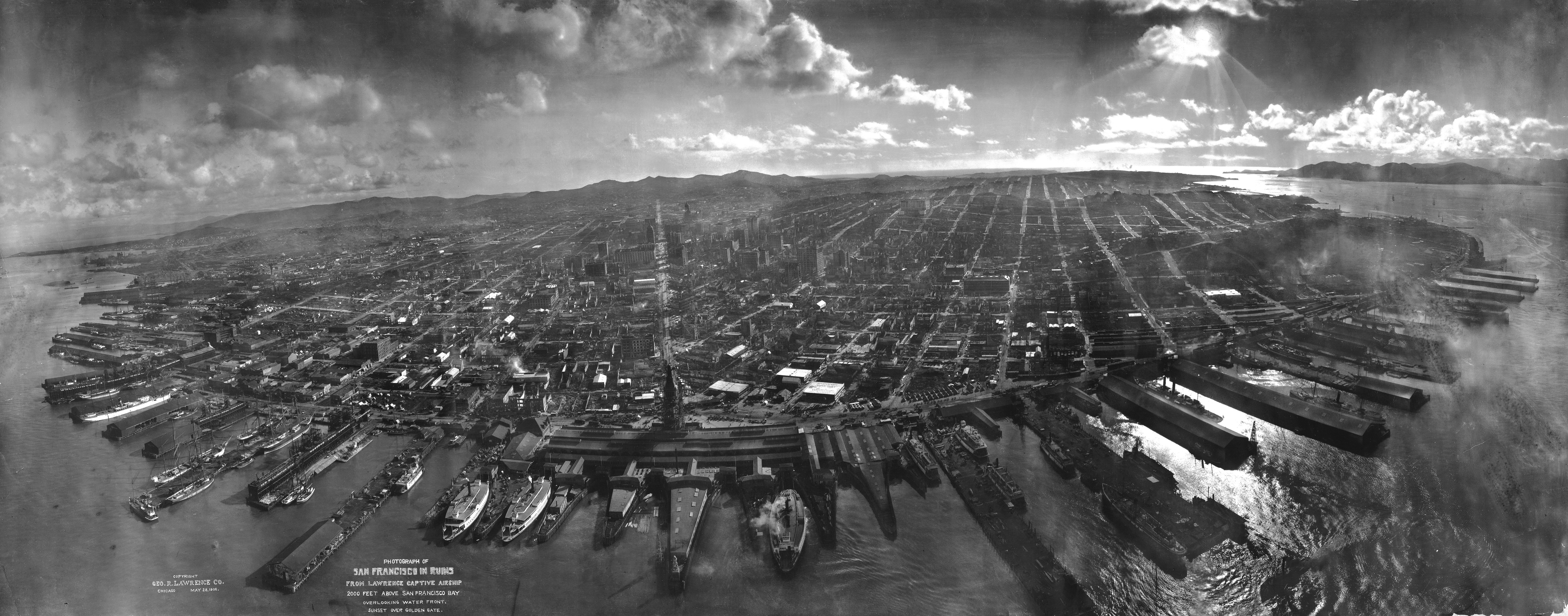
Pohled na San Francisco z draka po zemětřesení v roce 1906

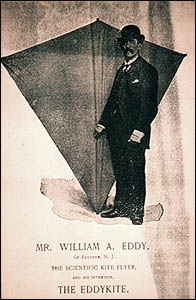
William Abner Eddy se svým deltoidovým drakem

V roce 1883 Archibald Douglas draky používal pro měření rozdílů rychlosti větru. Alexander McAdie zopakoval pokusy Benjamina Franklina s drakem a elektroměry. V roce 1887 zveřejnil zprávu o řiditelných dracích Woodbridge Davis.
První letecké fotografie z draka pořídil Arthur Batut v Labruguière ve Francii v roce 1888.
Po roce 1893 se inspiroval Malajským drakem americký vynálezce William Abner Eddy, který jej dále vylepšil a dnes je známý jako Eddy kite). Zlepšil také způsob řetězení několika draků. Dříve byl každý drak spojen s předchozím a Eddy místo toho vedl jednotlivé draky z odboček ze společné hlavní linie. Dne 30. května 1895 Eddy pořídil první fotografie ze vzduchu v Americe. Bylo to 37 let po prvních Nadarových snímcích z balónu a 7 let po prvních fotografiích z draků Arthura Batuta. Eddy Batutovu technologii vylepšil a dokonce experimentoval s telefonováním přes draky a „dračími zrcadly“. Eddy měřil teploty vzduchu, pomáhal námořnictvu ve Španělsko-americké válce a s pomocí fotografie pořízených z draka vyřešil krádež zmrzliny ze své pavlače.
Slavné fotografie San Francisca po zemětřesení v roce 1906 (vpravo) pořídil pionýr KAP George R. Lawrence velkoformátovým panoramatickým fotoaparátem a stabilizační plošiny, kterou sám navrhl. Jednalo se o 160stupňovou panoramatickou fotografii pořízenou z výšky 600 metrů, která byla vyvolána kontaktním otiskem z negativu o rozměrech 17×48 palců (43×122 cm). Každý kus se prodával za 125 USD, Lawrence získal za prodané fotografie 15 000 dolarů. Fotoaparát vážil 22 kilogramů a používaly se v něm celuloidové desky.

## KAP dnes
S rozvojem internetu, lehkých a cenově dostupných digitální fotoaparátů, rádiové techniky a mikroelektroniky, se letecká fotografie z draků stává stále více populární. V posledních letech jsou k dispozici sestavy, které začátečníkům umožní rychle sestavit funkční KAP plošinu a začít pořizovat letecké snímky v obou spektrech - viditelném a infračerveném spektru. Praktické a komerční využívání KAP je omezeno nepředvídatelností počasí (zejména větru, slunce a deště) a na skutečnost, že ne každé místo je vhodné pro létání s drakem. Jeho provozování v blízkosti budovy nebo při větru poblíž stromů může být problematické vzhledem k velké turbulenci.
Hlavními aplikacemi jsou dnes amatérská fotografie, výtvarné umění a archeologie. Pokusy o komercializaci KAP byly dosud z velké části neúspěšné.